# Engenharia de entretenimento
Engenharia de entretenimento é o campo de estudo que se apropria da análise de produção, estabelecendo relações com as atividades econômicas modernas, educação, arte e cultura. Dentro do setor de entretenimento, atua na produção, avaliação e seleção de projetos de produtos do entretenimento, com base em métodos quantitativos da Engenharia de Produção, em teorias, métodos de áreas complementares e inclusive em leis de incentivo.
A UFRJ é a pioneira para a formação de profissionais nessa área, possuindo uma especialização lato sensu em Engenharia do Entretenimento. Também, chamada em algumas instituições por Engenharia de Produção aplicada ao Entretenimento.
Os profissionais dessa área tem diferentes campos de inserção, atuando no planejamento e no gerenciamento de projetos para a indústria do entretenimento e serviços, que inclui a produção de filmes, gestão de bares, restaurantes e casas noturnas em geral, música, projetos na área de turismo e até mesmo na criação de jogos eletrônicos.
O entretenimento é uma das indústrias mais rentáveis e em crescimento. No Brasil, país essencialmente voltado para serviços, são injetados milhares de reais por ano no setor de entretenimento. Nessas indústrias, principalmente no Brasil, os principais produtos são a música e as novelas, exportadas para diversos países. Além de filmes, futebol, carnaval e até gastronomia. A indústria do entretenimento é impulsionada, também, pelos avanços tecnológicos, televisão, jogos eletrônicos e computadores.